# Advance Arc Harmony
Advance Arc Harmony（アドヴァンス・アーク・ハーモニー、略称: アドモニ）は、かつて存在した日本の女性アイドルグループ。株式会社NiitA所属。株式会社リーディに運営委託していた。なお、アーク（方舟）の正しいスペルはArkだが、グループ名としてはArcを正式名称としている。

## 概要
コンセプトは「ノアの方舟物語」。アドヴァンス=進化。アーク=方舟。ハーモニー=一致、合致、調和。違った個性の集合体をまとめる船（=グループ）として。進化していくアイドルグループとし、徐々に船を大きくしてたくさんのファンを乗せて行けるようにと思いを込めてつけられた。
メンバー3人（2019年10月6日解散時点）で構成される。
1月9日「今、君と生きてる」でメジャーデビュー 。オリコンデイリー11位、オリコンウィークリー25位獲得。
エグゼクティブプロデューサーには、NMB48（僕らのユリイカ）、ラブライブ（Moment Ring）などのヒット曲を手掛ける『高田 暁』。ダンスを彩る振り付けはきゃりーぱみゅぱみゅを担当する『戸塚 慎』。
2017年、スーパーアイドルオーディション（SIA）出身のアイドルユニット TOYZ（トイズ）、99999（クインテックス）より選抜メンバーを募りメジャーデビューした女性アイドルグループである。
スーパーアイドルオーディション（SIA）は約3000人の応募者から99999に4人、TOYZ選抜11人、アンダー5人、大阪アンダー5人が選ばれた。
2019年10月6日に新宿SAMURAIで行われた「Advance Arc Harmony〜last voyage〜」をもって解散した。

## メンバー

### 解散時のメンバー
| 名前        | よみ            | 愛称       | 推し色   | 生年月日 | 血液型 | 備考                                                           |
| ----------- | --------------- | ---------- | -------- | -------- | ------ | -------------------------------------------------------------- |
| ★鷲山 加奈  | わしやま かな   | かなぽん   | グリーン | 6月12日  | B型    | TOYZ選抜（東京）→アドモニ選抜                                  |
| 谷島 愛美李 | やじま えみり   | えみたん   | ブルー   | 8月8日   | A型    | TOYZ RS（2期）→アドモニ選抜                                    |
| 若宮 伶奈   | わかみや れいな | れいちゃん | パープル | 2月7日   | A型    | TOYZ RS（東京）→TOYZ選抜（東京）→アドモニアンダー→アドモニ選抜 |

★はリーダー

### 卒業メンバー
| 名前        | よみ            | 卒業日         | 備考                                           |
| ----------- | --------------- | -------------- | ---------------------------------------------- |
| 野田 瞳     | のだ ひとみ     | 2018年11月30日 | TOYZ選抜（東京）→アドモニ選抜                  |
| 成田 彩     | なりた さやか   | 2018年12月4日  | TOYZ選抜（東京）→アドモニアンダー              |
| 牧野 まこと | まきの まこと   | 2018年12月31日 | TOYZ選抜（東京）→アドモニ選抜                  |
| 佐々木 梨乃 | ささき りの     | 2019年1月31日  | 99999→アドモニ選抜                             |
| 友田 みら   | ともだ みら     | 2019年1月31日  | 99999→アドモニ選抜                             |
| 福元 つくし | ふくもと つくし | 2019年1月31日  | TOYZ選抜（大阪）→TOYZ選抜（東京）→アドモニ選抜 |
| 神谷 結季   | かみや ゆうき   | 2019年1月31日  | TOYZ選抜（東京）→アドモニ選抜                  |
| 吉原 明梨   | よしわら あかり | 2019年2月16日  | 99999→アドモニ選抜                             |
| まりん      | まりん          | 2019年3月2日   | TOYZ RS（大阪）→アドモニ大阪                   |
| 七瀬 なつき | ななせ なつき   | 2019年4月5日   | TOYZ選抜（大阪）→アドモニアンダー              |
| 浦谷 瑠璃香 | うらたに るりか | 2019年4月26日  | TOYZ RS（2期）→アドモニアンダー                |
| 今浦 希月   | いまうら きづき | 2019年4月26日  | TOYZ選抜（大阪）→アドモニアンダー              |
| 河合 優花   | かわい ゆうか   | 2019年4月26日  | TOYZ RS（大阪）→アドモニアンダー               |
| 山田 伎彩   | やまだ きさ     | 2019年4月26日  | TOYZ RS（2期）→アドモニアンダー                |
| 北野 友佳   | きたの ゆうか   | 2019年4月26日  | TOYZ RS（2期）→アドモニアンダー                |
| 平沢 星奈   | ひらさわ せいな | 2019年5月14日  | TOYZ RS（大阪）→アドモニ大阪                   |
| 彩柚華      | さゆか          | 2019年5月14日  | TOYZ RS（大阪）→アドモニ大阪                   |
| 青木 朝輝佳 | あおき さきか   | 2019年5月14日  | TOYZ選抜（大阪）→アドモニ大阪                  |
| 巽 沙樹     | たつみ さき     | 2019年5月14日  | TOYZ RS（大阪）→アドモニ大阪                   |
| 上原 わかな | うえはら わかな | 2019年5月18日  | 99999→アドモニ選抜                             |
| 永井 ひなの | ながい ひなの   | 2019年7月27日  | TOYZ選抜（東京）→アドモニアンダー→アドモニ選抜 |
| 藍川 明日香 | あいかわ あすか | 2019年7月27日  | TOYZ RS（2期）→アドモニ選抜                    |

### TOYZ時代
- 東城 乃愛 （とうじょう のあ） 2018年8月31日卒業 TOYZ RS（東京）
- 宮川 晶瑚 （みやがわ しょうこ） 2018年8月31日卒業 TOYZ RS（東京）
- つるみ りりか（つるみ りりか） 2018年8月31日卒業 TOYZ RS（東京）
- 中塚 郁美 （なかつか いくみ） 2018年9月10日卒業 TOYZ RS（東京）
- 柊木 美菜 （ひいらぎ みな） 2018年9月30日卒業 TOYZ RS（東京）
- 佐藤 来夢 （さとう らいむ） 2018年9月30日卒業 TOYZ RS（東京）
- 咲多川 さよ（さきたがわ　さよ）2018年9月30日卒業　TOYZ選抜 (東京)

## 作品

### シングル
|   | 発売日       | タイトル         | カップリング     | 備考                                                         |
| - | ------------ | ---------------- | ---------------- | ------------------------------------------------------------ |
| 1 | 2019年1月9日 | 今、君と生きてる | イタチトウグイス | イタチトウグイスはTOYZデビュー曲だがメジャーシングル様に再録 |

### 未音源化楽曲
- 流線メトローム
- 時間の螺旋と少女が見た美しい世界
- 色鉛筆で描いた夢
- focus!!
- アイデンティファイ
- FireFry（クラウドファンディング人気投票選抜曲）

## 出演

### ライブ・コンサート
- 2018年6月2日 OTONOVA2018 グランプリファイナル（EX THEATER ROPPONGI）
- 2018年11月14日 OTONOVA2019 アンバサダー選手権FINAL（Zepp DiverCity（TOKYO））
- 2018年12月8日 倉敷JC復興支援プロジェクト第三弾「復興支援ライブ」（倉敷市民会館 ）
- 2019年2月23日 MixChannel Presents オトノマツリ（豊洲PIT）

### 単独ライブ
- 2019年1月8日 1st singleリリースLIVE
- 2019年5月4日 大阪アンダー卒業ワンマンLIVE（西九条 BRAND NEW）
- 2019年5月18日 上原わかな卒業ワンマンLIVE（新宿 RUIDO K4）
- 2019年6月8日 永井ひなの・鷲山加奈生誕祭（恵比寿CreAto）
- 2019年7月27日 藍川明日香、永井ひなの卒業公演（新宿MARZ）
- 2019年8月7日 谷島愛美李生誕祭（池袋CYBER）
- 2019年10月6日 Advance Arc Harmony〜last voyage〜（新宿SAMURAI）

### テレビ
- おはよう！アイドル長屋REMIX （TOKYO MX） 2018年9月 - 2018年12月（2018年9月 - 2018年10月はTOYZとして）

### ラジオ
- エンタメジャック IN SHIBUYA （渋谷クロスFM）※毎週第2木曜日担当 鷲山加奈のみ
- 愛＄箱（鎌倉FM、2019年4月10日、4月17日）※ゲスト出演： 藍川明日香、谷島愛美李、浦谷瑠理香、北野友佳

### 舞台
- HIROSE PROJECT LIVE vol.27 『明日、魔法使いになる方法 2019』※若宮伶奈、永井ひなの、今浦希月、河合優花
- FATALISM ≠ Another story』Presented by SEPT ※鷲山加奈のみ

### 映画
- キスカム！Come on, kiss me again!（テレビ東京製作）※鷲山加奈、浦谷瑠理香、山田伎彩、北野友佳